# Mocotó
O mocotó (no Brasil) ou mão-de-vaca (em Portugal), é um prato tradicional baseado em patas cozidas sem casco ou extremidades de bovinos.

## Etimologia
De acordo com o Dicionário Houaiss da Língua Portuguesa, o termo vem do quicongo makooto, e significa "pata de bovino". Já o Dicionário Michaelis da Língua Portuguesa lista a etimologia tupi mbokotóg, assim como o Dicionário Etimológico da Língua Portuguesa de Antenor Nascentes, na forma mboko'tog, tem o significado de "que faz balançar".

## História no Brasil
O prato foi sendo criado no Brasil devido aos seus ingredientes ricos e nutritivos e de baixo custo aproveitados quando do abate de gado tanto nas regiões pecuárias como nos matadouros dos centros urbanos. Este prato tem sua origem bem remota, advindo da tradição portuguesa, que fazia o sendo é muito conhecida as Tripas à moda do Porto. Na Espanha, por sua vez, um prato semelhante e também muito típico e antigo são os Callos a la madrileña. Traduzido mocotó, significa "mão de vaca", aquele que aproveita tudo.
No século XIX, na cidade do Rio de Janeiro era anunciado o "caldo de mão de vaca" para a primeira refeição do dia. 
É comum encontrar outra explicação, sem fundamentação histórica de que, na época das charqueadas, os escravos a faziam para seu sustento, quando as partes do boi desprezadas pelos patrões, tripa grossa, tripa fina, partes do intestino retirado a pele ou virado do avesso, bem como outros pedaços por serem considerados menos nobres, eram recolhidas pelos escravos, que as limpavam e as colocavam a ferver. Esse tipo de explicação popular também às vezes, da mesma forma se refere à criação da feijoada brasileira.
A receita básica do mocotó leva, além do mocotó cozido, carnes defumada, pedaços de linguiça, feijão preto ou marrom, cheiro-verde e outros ingredientes, como pimenta-malagueta e toucinho.

## Pratos derivados

### Mocotó gaúcho

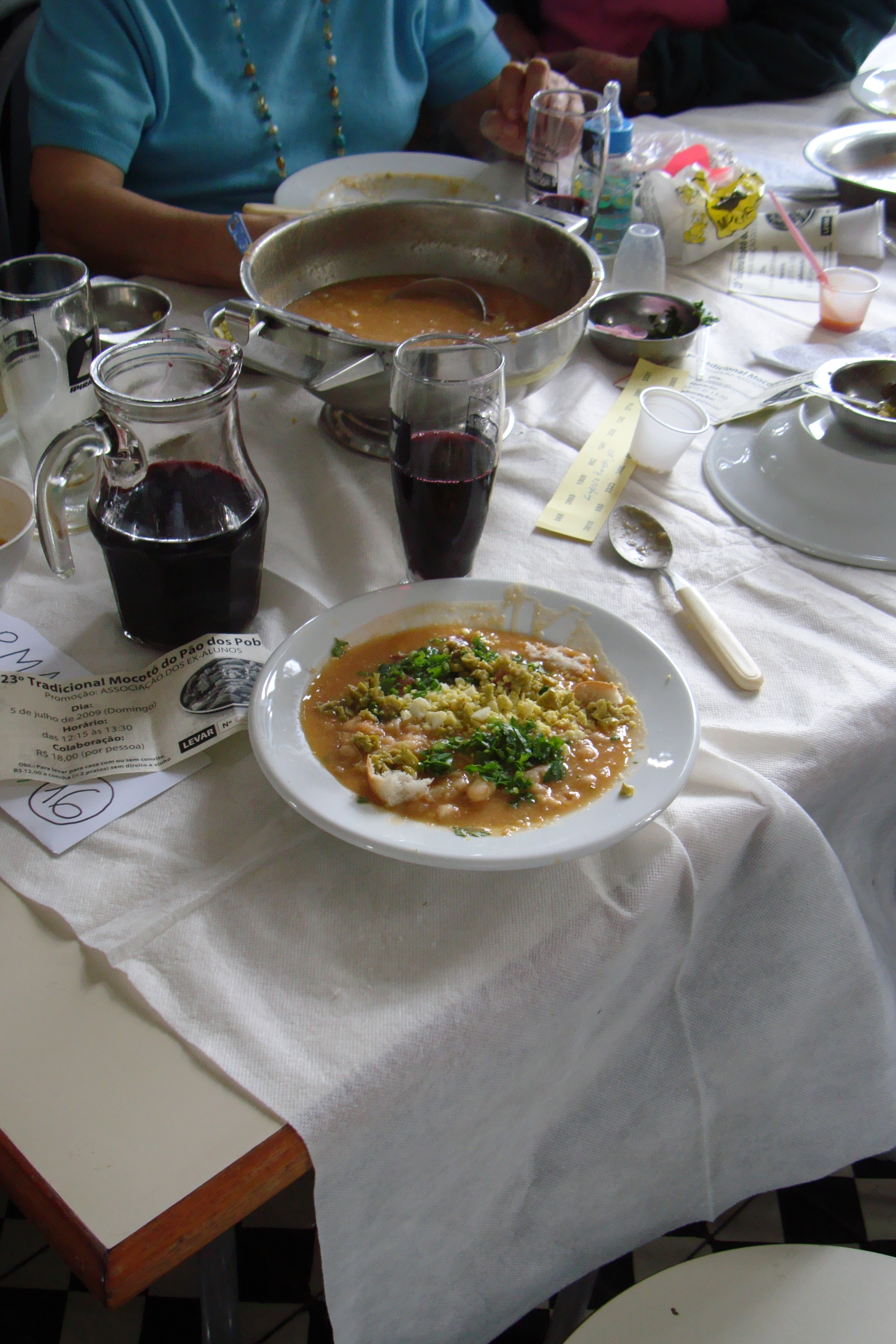
Mocotó do Rio Grande do Sul com diversos acompanhamentos: salsinha, ovo picado, azeitona picada, molho de pimenta, vinho, entre outros.

No mocotó gaúcho ou mocotó à moda gaúcha (conhecido simplesmente como mocotó entre os gaúchos), é acrescido dobradinha como elemento fundamental do prato, além de tripa e a coalheira
.

### Mão-de-vaca com grão

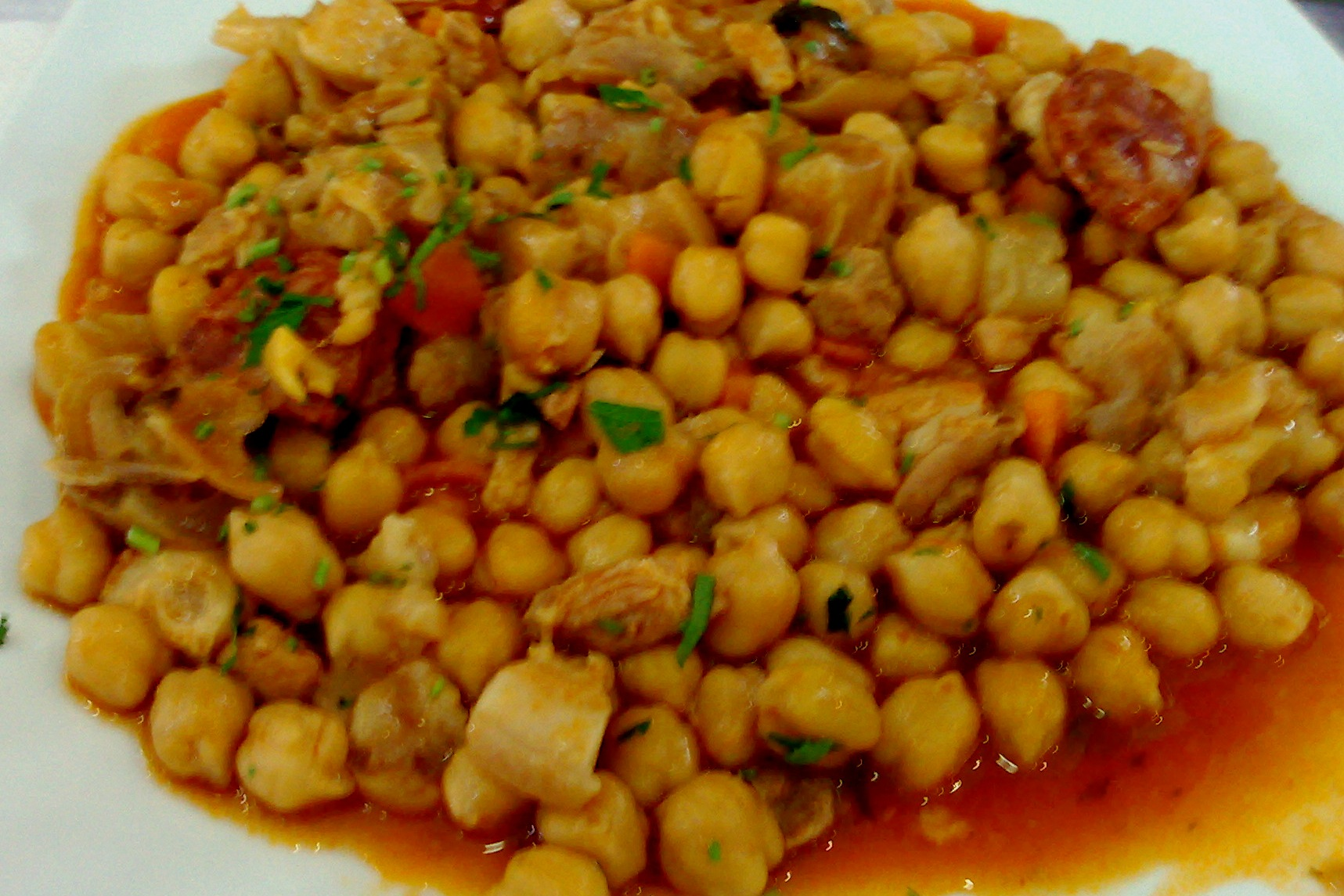
Mão de vaca com grão

A mão-de-vaca com grão é um prato típico da culinária de Portugal. Tal como o nome sugere, é preparado com mocotó, e com grão-de-bico.
Para além destes ingredientes, pode também incluir cenoura, alho, azeite, chouriço de carne,  cebola, tomate e vinho branco.
Teve origem na localidade portuguesa da Malveira, no final do século XVIII, sendo na altura vendido numa feira local anual.
Em Portugal, é possível adquirir este prato pré-preparado em lata, em supermercados, para além de ser possível consumi-lo em restaurantes.